# Гіппопотомонстросескіпедалофобія
Гіппопотомонстросескіпедалофо́бія, або сескіпедалофо́бія (з лат. sesquipedālem — півторафутовий у довжину; дуже довгий, непомірно довгий і з грец. φόβος — страх) — різновид специфічної фобії, гіпотетичний патологічний страх до складних або довгих слів.

## Назва
Термін сескіпедалофобія зустрічається у різних наукових працях — у загальних або спеціалізованих довідниках із психології. Офіційно не визнається Американською психіатричною асоціацією як різновид фобії.
На позначення цього явища досить великої популярності набула саме повна назва — гіппопотомонстросескіпедалофо́бія, яка може бути мемом, словом-новотвором чи жартом. Можливо, була спеціально створена для розваги, що й зумовило набуття нею популярності, зокрема у матеріалі автора незалежної студентської газети Університету Саймона Фрейзера (Канада) Макса Гілла (англ. Max Hill) вказується, що префікси зі згадками «гіпопотама» і «монстра» були обрані спеціально для підсилення емоцій, вносячи лише сатирично-іронічний характер. Ким і коли вперше було вжито це слово — достеменно невідомо.

## Ознаки
У психології розглядається як ірраціональний, інтенсивний і постійний страх до складних або довгих слів, і це найбільш поширено серед дітей та підлітків.
За твердженням практикуючого каталонського психолога і автора декількох книг з популярної психології Хав'єра Савіна Валльве (англ. Javier Savin Vallvé), у тих осіб, які беруть участь, наприклад, в академічних розмовах, бесідах, де вживаються складні, довгі або рідкісні слова, може виникнути нервозність і навіть почуття відрази. Такі люди відчувають страх не тільки вимовити, але і почути/прочитати такі слова.
Зовнішній вияв страху характерний і подібний до симптомів панічних атак, тобто може виникати задишка, прискорюватися серцебиття, виступати піт, виникати нудота тощо, і виявлятися навіть у випадку, коли людина бачить довге слово. У такому разі люди стараються уникнути читання для того, щоби їм не довелося стикатися з тими довгими словами, які викликають у них цю паніку. Вважається, що це може перерости у бібліофобію — страх перед книгами.
Основні ознаки:
- ірраціональний і постійний страх перед довгими словами;
- уникання читання через страх;
- хвилювання з приводу наукових праць, пов'язаних із довгими словами;
- фізичні ознаки паніки, такі як тремор, пітливість, запаморочення та непритомність, сухість у роті, головний біль, неможливість читати та проблеми з диханням.

## Цікаві факти
Колишній заступник Генерального секретаря ООН, відомий індійський політик та письменник Шаші Тарор, який знаменитий тим, що часто використовує маловідомі слова з метою спонукати людей звертатися до словника і вивчати нові слова — використав у 2018 році слово гіппопотомонстросескіпедалофобія задля привернення уваги до своєї нової книги.